# Potentilla pseudosimulatrix
Potentilla pseudosimulatrix là loài thực vật có hoa trong họ Hoa hồng. Loài này được W.B. Liao, S.F. Li & Z.Y. Yu miêu tả khoa học đầu tiên năm 1990.